# Francesco Zappa (Album)
Francesco Zappa ist eine mit dem Synclavier eingespielte Aufnahme von Kompositionen des Mailänder Komponisten Francesco Zappa aus dem späten 18. Jahrhundert. Das Album wurde von Frank Zappa produziert und als Francesco Zappas „erste digitale Aufnahme seit über 200 Jahren“ apostrophiert.

## Entstehungsgeschichte
Gail Zappa, die Ehefrau des amerikanischen Musikers Frank Zappa, hatte im Grove Dictionary of Music and Musicians einen Eintrag über den Mailänder Komponisten Francesco Zappa entdeckt. Andere Quellen geben auch an, dass der Klarinettist David Ocker, den Zappa für Notentranskription engagiert hatte, auf den Eintrag gestoßen war. Frank Zappa beschaffte die Noten, die in der Musikbibliothek der University of California, Los Angeles vorlagen und ließ Ocker einige Trios für zwei Violinen und Bass in das Synclavier einprogrammieren.
Das Synclavier verfügte zu diesem Zeitpunkt noch nicht über die Möglichkeit, natürliche Klänge zu samplen, die einzelnen Stimmen wurden synthetisch erzeugt. Zappa äußerte gegenüber der Zeitschrift Keyboard! drei Jahre später, dass er die Instrumentierung mit zwei Violinen und einem geradlinigen Bass als wenig reizvoll empfand und dass er bezweifle, dass das Stück interessant geworden wäre, wenn er es in einer möglichst natürlichen Klangfarbe aufgenommen hätte. Er habe daher „nur ein bisschen Technicolor hinzugefügt“.
Ocker bemerkte später, dass Zappa ursprünglich gewollt hatte, dass die Musik möglichst natürlich klingen sollte. Bei den Aufnahmen für das Album empfand Zappa den Klang des Synclaviers jedoch als viel zu langweilig und bieder. Er wählte daher sehr „lärmende“ Synthesizer-Klänge, die die von Ocker ausgearbeiteten Nuancen des Stücks verwischt und die Kompositionen Francesco Zappas verfälscht hätten.
Zappa veröffentlichte die Triosonaten Opus I und Opus IV im November 1984 auf seinem Label Barking Pumpkin Records.

## Titelliste
| Nr. | Titel               | Tempo             | Länge |
| --- | ------------------- | ----------------- | ----- |
|     | Opus I              |                   |       |
| 1   | No. 1, 1st Movement | Andante           | 3:28  |
| 2   | 2nd Movement        | Allegro con brio  | 1:27  |
| 3   | No. 2, 1st Movement | Andantino         | 2:14  |
| 4   | 2nd Movement        | Minuetto grazioso | 2:02  |
| 5   | No. 3, 1st Movement | Andantino         | 1:52  |
| 6   | 2nd Movement        | Presto            | 1:50  |
| 7   | No. 4, 1st Movement | Andante           | 2:20  |
| 8   | 2nd Movement        | Allegro           | 3:02  |
| 9   | No. 5, 2nd Movement | Minuetto grazioso | 2:26  |
| 10  | No. 6, 1st Movement | Largo             | 2:05  |
| 11  | 2nd Movement        | Minuet            | 2:01  |
|     | Opus IV             |                   |       |
| 12  | No. 1, 1st Movement | Andantino         | 2:42  |
| 13  | 2nd Movement        | Allegro assai     | 1:58  |
| 14  | No. 2, 2nd Movement | Allegro assai     | 1:17  |
| 15  | No. 3, 1st Movement | Andante           | 2:22  |
| 16  | 2nd Movement        | Tempo di Minuetto | 1:58  |
| 17  | No. 4, 1st Movement | Minuetto          | 2:07  |

## Albumcover
Albumcover Francesco Zappa
 Externe Weblinks auf urheberrechtlich geschützte Inhalte.
- Vorderseite des Covers auf zappa.com

Auf dem Cover ist im linken unteren Viertel ein Hund dargestellt, der eine Sonnenbrille und ein braunes kurzärmliges Hemd trägt. Über ihm steht die Coverbreite ausfüllend der Titel Francesco Zappa in einer an LED-Displays erinnernden, grünen Schrift. Unter dem Titel steht „The music of Francesco Zappa (fl. 1763–1788). His first digital recording in over 200 years“ (engl. f. Die Musik Francesco Zappas (Schaffensperiode 1763–1788). Seine erste digitale Aufnahme seit über 200 Jahren). Das Bild stammt von Donald Roller Wilson, für grafische Gestaltung wird New Age Art angegeben. Auf der Rückseite des Einlegers ist eine Collage von Gabriela Raumberger abgebildet. Zu sehen ist eine Person mit Perücke im Stile des späten 19. Jahrhunderts mit montiertem roten Hut mit Feder vor einem europäischen städtischen Hintergrund. Auf einem der Häuserdächer steht ein Schild mit der Beschriftung „UMRK Digital Baroque Amusement Facility“. Die Person hält eine Feder in der rechten Hand, mit der sie auf einem Notenblatt zu schreiben scheint. In einer Denkblase steht „Who gets this one?“ (engl. f. Wer versteht diesen hier?)

## Rezeption
Der Musikjournalist Barry Miles bemerkt, dass die Musik des Albums wie ein Computer klinge, der klassische Musik spielt. Sie sei „mechanisch, seelenlos, leblos“. Zappa habe auf dieses Projekt nicht allzu viel Mühe verwandt. Er vergleicht das Album mit dem 1969 von George Harrison veröffentlichten Album Electronic Sound, auf dem dieser die Möglichkeiten des Minimoog-Synthesizers erarbeite – genauso sei Francesco Zappa ein Versuch Zappas, die Grenzen des Synclaviers auszuloten.
Der Soziologe Ben Watson vergleicht die Aufnahme in ihrer „mechanischen Anmutung computergenerierter Klänge“, die in der limitierten künstlichen Klangerzeugung des Synclaviers begründet sind, mit einer klingenden Weihnachtskarte. Genau wie das fünfzehn Jahre früher veröffentlichte Album Cruising with Ruben & the Jets kontrastiere es zu den anderen veröffentlichten Alben. Watson sieht die Bedeutung des Albums eher auf konzeptioneller als auf musikalischer Ebene. Es eröffne eine neue Perspektive zu Fragestellungen zu musikalischer Objektivität, zu wissenschaftlichem und technologischem Fortschritt, der sich im Musikgenre manifestiere.